# Vrah (rybník)
Rybník Vrah je součástí přírodní památky Milíčovský les a rybníky v přírodním parku Botič-Milíčov a patří k historickým pražským rybníkům. Je v soukromém vlastnictví, využívá se ke sportovnímu rybolovu.

## Historie a zajímavosti
Vrah je předposlední ze soustavy Milíčovských rybníků na Milíčovském potoce: před ním jsou Milíčovský rybník, Kančík a Homolka, za ním je ještě Šáteček (nebo Šátek) v Petrovicích. Vznikl pravděpodobně někdy v 18. století a původně vypadal poněkud jinak, ale v 80. letech 20. století do něj byla stažena dešťová voda z celé jižní části sídliště Jižní Město a přitom prošel výraznou rekonstrukcí. Nynější hráz je proto podobná jako u retenční nádrže. Podařilo se na ní ale zachovat stromořadí asi dvaceti starých dubů letních.
Uprostřed rybníka je poměrně velký ostrůvek (jeho plocha asi 0,27 ha není započítána do plochy rybníka). Břehy rybníka jsou zarostlé rákosím a keři, což svědčí jeho bohatému a vícedruhovému zarybnění (vyskytuje se tu kapr, amur, štika, candát, ale i sumec nebo siven).
Po hrázi mezi starými duby a stanovišti pro rybáře vede naučná stezka Milíčov.